# Pepsinogen
Pepsinogen je bílkovina, jedna z výchozích složek žaludeční šťávy. Vzniká v hlavních buňkách žaludeční sliznice, působením kyselého prostředí v žaludku se ale ihned přeměňuje na pepsin, hlavní účinnou látku žaludečních trávicích šťáv. Protože je pepsinogen sám o sobě neaktivní, jedná se o tzv. proenzym, neaktivní prekurzor enzymu.
Přeměna v pepsin je autokatalycká, neboť krom kyselého prostředí, jež zajišťuje kyselina chlorovodíková, je podněcována i dříve vzniklým pepsinem. Oproti pepsinu má pepsinogen navíc 44 aminokyselin, které jsou při přeměně odštěpeny, čímž dojde k odkrytí aktivního místa pepsinu.